# Heliamphora sarracenioides
Heliamphora sarracenioides este o specie de plante carnivore din genul Heliamphora, familia Sarraceniaceae, ordinul Ericales, descrisă de Carow, Wistuba și Amp; Harbarth. Conform Catalogue of Life specia Heliamphora sarracenioides nu are subspecii cunoscute.